# Venčeslava
Venčeslava je žensko osebno ime.

## Različice imena
Vaclava, Venceslava, Venčka

## Izvor imena
Ime Venčeslava je ženska oblika imena Venčeslav.

## Pogostost imena
Po podatkih Statističnega urada Republike Slovenije je bilo na dan 31. decembra 2007 v Sloveniji število ženskih oseb z imenom Venčeslava: 45.

## Osebni praznik
V koledarju je Venčeslava uvrščena k imenu Venčeslav, ki praznuje god 28. septembra (Venčeslav, tj. Vaclav I. Sveti, češki vojvoda in mučenec, † 929)